# Kelly Clarkson/Auszeichnungen für Musikverkäufe

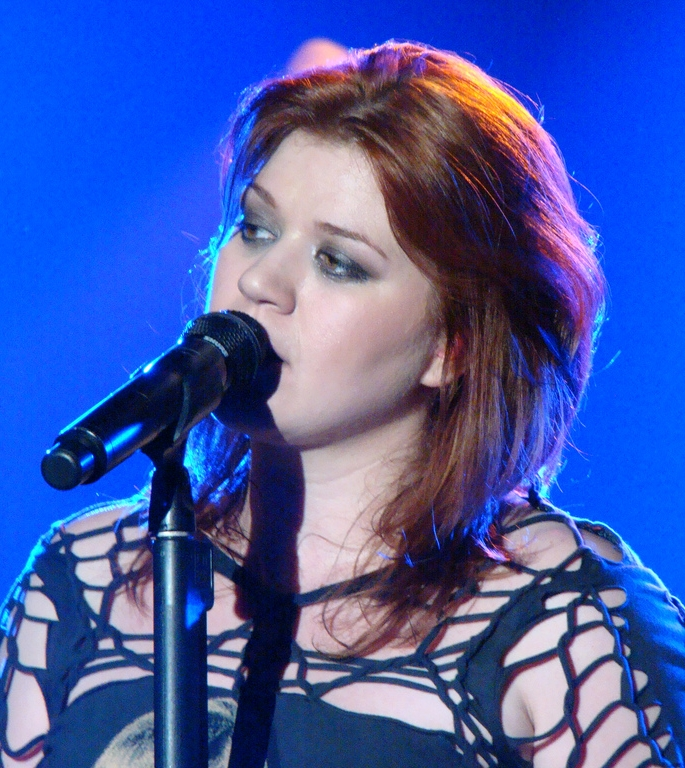
Kelly Clarkson (2010)

Dies ist eine Übersicht über die Auszeichnungen für Musikverkäufe der US-amerikanischen Pop-Sängerin Kelly Clarkson. Die Auszeichnungen finden sich nach ihrer Art (Gold, Platin usw.), nach Staaten getrennt in chronologischer Reihenfolge, geordnet sowie nach den Tonträgern selbst, ebenfalls in chronologischer Reihenfolge, getrennt nach Medium (Alben, Singles usw.), wieder.

## Auszeichnungen
| - Frankreich - 2006: für das Album Breakaway - Vereinigtes Königreich - 2018: für das Album Piece by Piece - 2018: für die Single Second Hand Heart - 2019: für die Single Behind These Hazel Eyes - 2019: für die Single Piece by Piece - 2023: für die Single Santa, Can’t You Hear Me - Australien - 2003: für die Single Miss Independent - 2004: für das Album Thankful - 2004: für die Single Low - 2004: für die Single The Trouble With Love Is - 2004: für die Single Breakaway - 2005: für die Single Because of You - 2007: für die Single Never Again - 2007: für das Album My December - 2009: für die Single I Do Not Hook Up - 2009: für die Single Already Gone - 2015: für die Single Heartbeat Song - Brasilien - 2009: für das Album Breakaway - Dänemark - 2012: für die Single Stronger (What Doesn’t Kill You) - 2021: für die Single Since U Been Gone - 2023: für das Album Wrapped in Red - Deutschland - 2006: für die Single Because of You - 2023: für die Single Since U Been Gone - 2023: für die Single My Life Would Suck without You - 2023: für die Single Heartbeat Song - GCC - 2009: für das Album All I Ever Wanted - Griechenland - 2022: für die Single Underneath The Tree - Irland - 2007: für das Album My December - 2009: für das Album All I Ever Wanted - Italien - 2023: für die Single Underneath The Tree - Japan - 2008: für das Album Thankful - 2015: für die Single My Life Would Suck without You (Digital) - Kanada - 2006: für die Single Walk Away - 2006: für die Single Breakaway - 2007: für die Single Because of You - 2007: für die Single Never Again - 2010: für die Single Already Gone - 2010: für die Single I Do Not Hook Up - 2018: für die Single Love So Soft - Malaysia - 2010: für das Album All I Ever Wanted - Mexiko - 2006: für das Album Breakaway - 2013: für die Single Stronger (What Doesn’t Kill You) - Neuseeland - 2009: für die Single My Life Would Suck without You - 2012: für das Album Stronger - 2023: für die Single Behind These Hazel Eyes - 2025: für das Album Piece by Piece - Niederlande - 2006: für das Album Breakaway - Norwegen - 2013: für die Single Stronger (What Doesn’t Kill You) - 2013: für das Album Wrapped in Red - 2015: für die Single Heartbeat Song - 2015: für die Single Since U Been Gone - 2015: für das Album Thankful - 2016: für das Album Piece by Piece - 2020: für die Single Underneath The Tree - Österreich - 2006: für das Album Breakaway - 2012: für die Single Stronger (What Doesn’t Kill You) - Portugal - 2006: für das Album Breakaway - 2022: für die Single Underneath The Tree - Spanien - 2023: für die Single Underneath The Tree - 2024: für die Single Stronger (What Doesn’t Kill You) - Ungarn - 2006: für das Album Breakaway - Vereinigte Staaten - 2002: für die Single Before Your Love / A Moment Like This - 2003: für das Videoalbum Miss Independent - 2005: für die Single Breakaway - 2005: für die Single Miss Independent - 2006: für die Single Walk Away - 2006: für den Mastertone Since U Been Gone - 2007: für die Single Never Again - 2009: für den Mastertone Because of You - 2013: für das Album Greatest Hits: Chapter One - 2016: für das Album Piece by Piece - 2021: für die Single Broken & Beautiful - Vereinigtes Königreich - 2009: für das Album All I Ever Wanted - 2013: für das Album Thankful - 2013: für das Album My December - 2013: für das Album Stronger - 2023: für die Single Mr. Know It All - 2023: für die Single Breakaway | - Australien - 2005: für die Single Since U Been Gone - 2009: für die Single My Life Would Suck without You - 2009: für das Album All I Ever Wanted - 2012: für das Album Stronger - 2018: für das Album Greatest Hits: Chapter One - Belgien - 2006: für das Album Breakaway - Brasilien - 2008: für die Single Because of You - Dänemark - 2012: für das Streaming Stronger (What Doesn’t Kill You) - 2019: für die Single Because of You - Deutschland - 2023: für die Single Underneath The Tree - Indonesien - 2005: für das Album Breakaway - Kanada - 2004: für das Album Thankful - 2006: für die Single Behind These Hazel Eyes - 2006: für die Single Since U Been Gone - 2007: für das Album My December - 2010: für das Album All I Ever Wanted - 2012: für das Album Stronger - 2012: für die Single Mr. Know It All - 2012: für die Single Stronger (What Doesn’t Kill You) - 2014: für das Album Wrapped in Red - 2023: für das Lied Keeping Score - Neuseeland - 2012: für die Single Mr. Know It All - 2023: für die Single Underneath The Tree - 2023: für die Single Breakaway - 2024: für die Single Heartbeat Song - 2024: für die Single Piece by Piece - Schweden - 2006: für das Album Breakaway - 2012: für die Single Stronger (What Doesn’t Kill You) - 2015: für die Single Heartbeat Song - Schweiz - 2006: für das Album Breakaway - Singapur - 2005: für das Album Breakaway - Vereinigte Staaten - 2006: für die Single Since U Been Gone - 2007: für das Album My December - 2008: für die Single Behind These Hazel Eyes - 2008: für die Single Because of You - 2012: für das Album Stronger - 2013: für das Album Wrapped in Red - 2015: für die Single Heartbeat Song - 2019: für die Single Love So Soft - 2021: für das Album Meaning of Life - 2022: für die Single Because of You (mit Reba McEntire) - Vereinigtes Königreich - 2019: für das Album Greatest Hits: Chapter One - 2021: für die Single My Life Would Suck without You - 2024: für die Single Heartbeat Song | - Australien - 2024: für die Single Underneath The Tree - Dänemark - 2024: für die Single Underneath The Tree - Deutschland - 2021: für das Album Breakaway - Europa - 2006: für das Album Breakaway - Kanada - 2003: für die Single Before Your Love / A Moment Like This - 2010: für die Single My Life Would Suck without You - Neuseeland - 2024: für das Album Greatest Hits: Chapter One - 2024: für die Single Because of You - Norwegen - 2013: für die Single Because of You - 2013: für das Album Breakaway - Südafrika - 2008: für das Album Breakaway - Vereinigte Staaten - 2003: für das Album Thankful - 2012: für die Single Don’t You Wanna Stay - Vereinigtes Königreich - 2023: für die Single Since U Been Gone - 2023: für die Single Stronger (What Doesn’t Kill You) - 2024: für die Single Because of You - Australien - 2012: für die Single Mr. Know It All - 2015: für die Single Stronger (What Doesn’t Kill You) - Dänemark - 2017: für das Album Breakaway - Neuseeland - 2024: für die Single Stronger (What Doesn’t Kill You) - 2024: für die Single Since U Been Gone - Vereinigtes Königreich - 2024: für die Single Underneath The Tree - Neuseeland - 2024: für das Album Breakaway - Kanada - 2006: für das Album Breakaway - Vereinigtes Königreich - 2013: für das Album Breakaway - Vereinigte Staaten - 2007: für das Album Breakaway - Australien - 2010: für das Album Breakaway - Irland - 2005: für das Album Breakaway - Vereinigte Staaten - 2022: für die Single Stronger (What Doesn’t Kill You) |

## Auszeichnungen nach Alben

### Thankful
| Land/Region                  | Auszeichnungen für Musikverkäufe (Land/Region, Auszeichnung, Verkäufe) | Verkäufe  |
| ---------------------------- | ---------------------------------------------------------------------- | --------- |
| Australien (ARIA)            | Gold                                                                   | 35.000    |
| Japan (RIAJ)                 | Gold                                                                   | 100.000   |
| Kanada (MC)                  | Platin                                                                 | 100.000   |
| Norwegen (IFPI)              | Gold                                                                   | 15.000    |
| Vereinigte Staaten (RIAA)    | 2× Platin                                                              | 2.800.000 |
| Vereinigtes Königreich (BPI) | Gold                                                                   | 100.000   |
| Insgesamt                    | 4× Gold · 3× Platin ·                                                  | 3.150.000 |

### Breakaway
| Land/Region                  | Auszeichnungen für Musikverkäufe (Land/Region, Auszeichnung, Verkäufe) | Verkäufe    |
| ---------------------------- | ---------------------------------------------------------------------- | ----------- |
| Australien (ARIA)            | 7× Platin                                                              | 490.000     |
| Belgien (BRMA)               | Platin                                                                 | 50.000      |
| Brasilien (PMB)              | Gold                                                                   | 50.000      |
| Dänemark (IFPI)              | 3× Platin                                                              | 60.000      |
| Deutschland (BVMI)           | 2× Platin                                                              | 400.000     |
| Europa (IFPI)                | 2× Platin                                                              | (2.000.000) |
| Finnland (IFPI)              | —                                                                      | 10.309      |
| Frankreich (SNEP)            | Silber                                                                 | 75.000      |
| Indonesien (ASIRI)           | Platin                                                                 | 50.000      |
| Irland (IRMA)                | 7× Platin                                                              | 105.000     |
| Kanada (MC)                  | 5× Platin                                                              | 500.000     |
| Mexiko (AMPROFON)            | Gold                                                                   | 50.000      |
| Neuseeland (RMNZ)            | 4× Platin                                                              | 60.000      |
| Niederlande (NVPI)           | Gold                                                                   | 35.000      |
| Norwegen (IFPI)              | 2× Platin                                                              | 60.000      |
| Österreich (IFPI)            | Gold                                                                   | 15.000      |
| Portugal (AFP)               | Gold                                                                   | 10.000      |
| Schweden (IFPI)              | Platin                                                                 | 60.000      |
| Schweiz (IFPI)               | Platin                                                                 | 30.000      |
| Singapur (RIAS)              | Platin                                                                 | 15.000      |
| Südafrika (RISA)             | 2× Platin                                                              | 80.000      |
| Ungarn (MAHASZ)              | Gold                                                                   | 5.000       |
| Vereinigte Staaten (RIAA)    | 6× Platin                                                              | 6.355.000   |
| Vereinigtes Königreich (BPI) | 5× Platin                                                              | 1.590.000   |
| Insgesamt                    | 1× Silber · 6× Gold · 50× Platin ·                                     | 10.155.309  |

### My December
| Land/Region                  | Auszeichnungen für Musikverkäufe (Land/Region, Auszeichnung, Verkäufe) | Verkäufe  |
| ---------------------------- | ---------------------------------------------------------------------- | --------- |
| Australien (ARIA)            | Gold                                                                   | 35.000    |
| Irland (IRMA)                | Gold                                                                   | 7.500     |
| Kanada (MC)                  | Platin                                                                 | 100.000   |
| Vereinigte Staaten (RIAA)    | Platin                                                                 | 1.000.000 |
| Vereinigtes Königreich (BPI) | Gold                                                                   | 156.000   |
| Insgesamt                    | 3× Gold · 2× Platin ·                                                  | 1.298.500 |

### All I Ever Wanted
| Land/Region                  | Auszeichnungen für Musikverkäufe (Land/Region, Auszeichnung, Verkäufe) | Verkäufe  |
| ---------------------------- | ---------------------------------------------------------------------- | --------- |
| Australien (ARIA)            | Platin                                                                 | 70.000    |
| Golf-Kooperationsrat (IFPI)  | Gold                                                                   | 3.000     |
| Irland (IRMA)                | Gold                                                                   | 7.500     |
| Kanada (MC)                  | Platin                                                                 | 80.000    |
| Malaysia (RIM)               | Gold                                                                   | 7.500     |
| Vereinigte Staaten (RIAA)    | —                                                                      | 1.004.000 |
| Vereinigtes Königreich (BPI) | Gold                                                                   | 100.000   |
| Insgesamt                    | 4× Gold · 2× Platin ·                                                  | 1.272.000 |

### Stronger
| Land/Region                  | Auszeichnungen für Musikverkäufe (Land/Region, Auszeichnung, Verkäufe) | Verkäufe  |
| ---------------------------- | ---------------------------------------------------------------------- | --------- |
| Australien (ARIA)            | Platin                                                                 | 70.000    |
| Kanada (MC)                  | Platin                                                                 | 80.000    |
| Neuseeland (RMNZ)            | Gold                                                                   | 7.500     |
| Vereinigte Staaten (RIAA)    | Platin                                                                 | 1.129.000 |
| Vereinigtes Königreich (BPI) | Gold                                                                   | 100.000   |
| Insgesamt                    | 2× Gold · 3× Platin ·                                                  | 1.386.500 |

### iTunes Session
| Land/Region               | Auszeichnungen für Musikverkäufe (Land/Region, Auszeichnung, Verkäufe) | Verkäufe |
| ------------------------- | ---------------------------------------------------------------------- | -------- |
| Vereinigte Staaten (RIAA) | —                                                                      | 17.000   |
| Insgesamt                 | —                                                                      | 17.000   |

### Greatest Hits: Chapter One
| Land/Region                  | Auszeichnungen für Musikverkäufe (Land/Region, Auszeichnung, Verkäufe) | Verkäufe  |
| ---------------------------- | ---------------------------------------------------------------------- | --------- |
| Australien (ARIA)            | Platin                                                                 | 70.000    |
| Neuseeland (RMNZ)            | 2× Platin                                                              | 30.000    |
| Vereinigte Staaten (RIAA)    | Gold                                                                   | 728.000   |
| Vereinigtes Königreich (BPI) | Platin                                                                 | 300.000   |
| Insgesamt                    | 1× Gold · 4× Platin ·                                                  | 1.128.000 |

### Wrapped in Red
| Land/Region               | Auszeichnungen für Musikverkäufe (Land/Region, Auszeichnung, Verkäufe) | Verkäufe  |
| ------------------------- | ---------------------------------------------------------------------- | --------- |
| Dänemark (IFPI)           | Gold                                                                   | 10.000    |
| Kanada (MC)               | Platin                                                                 | 80.000    |
| Norwegen (IFPI)           | Gold                                                                   | 15.000    |
| Vereinigte Staaten (RIAA) | Platin                                                                 | 1.000.000 |
| Insgesamt                 | 2× Gold · 2× Platin ·                                                  | 1.105.000 |

### Piece by Piece
| Land/Region                  | Auszeichnungen für Musikverkäufe (Land/Region, Auszeichnung, Verkäufe) | Verkäufe |
| ---------------------------- | ---------------------------------------------------------------------- | -------- |
| Neuseeland (RMNZ)            | Gold                                                                   | 7.500    |
| Norwegen (IFPI)              | Gold                                                                   | 15.000   |
| Vereinigte Staaten (RIAA)    | Gold                                                                   | 500.000  |
| Vereinigtes Königreich (BPI) | Silber                                                                 | 60.000   |
| Insgesamt                    | 1× Silber · 3× Gold ·                                                  | 582.500  |

### Meaning of Life
| Land/Region               | Auszeichnungen für Musikverkäufe (Land/Region, Auszeichnung, Verkäufe) | Verkäufe |
| ------------------------- | ---------------------------------------------------------------------- | -------- |
| Vereinigte Staaten (RIAA) | Gold                                                                   | 500.000  |
| Insgesamt                 | 1× Gold ·                                                              | 500.000  |

## Auszeichnungen nach Singles

### Before Your Love / A Moment Like This
| Land/Region               | Auszeichnungen für Musikverkäufe (Land/Region, Auszeichnung, Verkäufe) | Verkäufe |
| ------------------------- | ---------------------------------------------------------------------- | -------- |
| Kanada (MC)               | 2× Platin                                                              | 20.000   |
| Südkorea (KMCA)           | —                                                                      | 138.715  |
| Vereinigte Staaten (RIAA) | Gold                                                                   | 738.000  |
| Insgesamt                 | 1× Gold · 2× Platin ·                                                  | 896.715  |

### Miss Independent
| Land/Region               | Auszeichnungen für Musikverkäufe (Land/Region, Auszeichnung, Verkäufe) | Verkäufe  |
| ------------------------- | ---------------------------------------------------------------------- | --------- |
| Australien (ARIA)         | Gold                                                                   | 35.000    |
| Vereinigte Staaten (RIAA) | Gold                                                                   | 1.035.000 |
| Insgesamt                 | 2× Gold ·                                                              | 1.070.000 |

### Low
| Land/Region       | Auszeichnungen für Musikverkäufe (Land/Region, Auszeichnung, Verkäufe) | Verkäufe |
| ----------------- | ---------------------------------------------------------------------- | -------- |
| Australien (ARIA) | Gold                                                                   | 35.000   |
| Insgesamt         | 1× Gold ·                                                              | 35.000   |

### The Trouble with Love Is
| Land/Region       | Auszeichnungen für Musikverkäufe (Land/Region, Auszeichnung, Verkäufe) | Verkäufe |
| ----------------- | ---------------------------------------------------------------------- | -------- |
| Australien (ARIA) | Gold                                                                   | 35.000   |
| Insgesamt         | 1× Gold ·                                                              | 35.000   |

### Breakaway
| Land/Region                  | Auszeichnungen für Musikverkäufe (Land/Region, Auszeichnung, Verkäufe) | Verkäufe  |
| ---------------------------- | ---------------------------------------------------------------------- | --------- |
| Australien (ARIA)            | Gold                                                                   | 35.000    |
| Kanada (MC)                  | Gold                                                                   | 10.000    |
| Neuseeland (RMNZ)            | Platin                                                                 | 30.000    |
| Vereinigte Staaten (RIAA)    | Gold                                                                   | 2.128.000 |
| Vereinigtes Königreich (BPI) | Gold                                                                   | 400.000   |
| Insgesamt                    | 4× Gold · 1× Platin ·                                                  | 2.603.000 |

### Since U Been Gone
| Land/Region                  | Auszeichnungen für Musikverkäufe (Land/Region, Auszeichnung, Verkäufe) | Verkäufe  |
| ---------------------------- | ---------------------------------------------------------------------- | --------- |
| Australien (ARIA)            | Platin                                                                 | 70.000    |
| Dänemark (IFPI)              | Gold                                                                   | 45.000    |
| Deutschland (BVMI)           | Gold                                                                   | 150.000   |
| Kanada (MC)                  | Platin                                                                 | 20.000    |
| Neuseeland (RMNZ)            | 3× Platin                                                              | 90.000    |
| Norwegen (IFPI)              | Gold                                                                   | 20.000    |
| Vereinigte Staaten (RIAA)    | Platin (Single) · + Gold (Mastertone)                                  | 2.973.000 |
| Vereinigtes Königreich (BPI) | 2× Platin                                                              | 1.200.000 |
| Insgesamt                    | 4× Gold · 8× Platin ·                                                  | 4.568.000 |

### Behind These Hazel Eyes
| Land/Region                  | Auszeichnungen für Musikverkäufe (Land/Region, Auszeichnung, Verkäufe) | Verkäufe  |
| ---------------------------- | ---------------------------------------------------------------------- | --------- |
| Kanada (MC)                  | Platin                                                                 | 20.000    |
| Neuseeland (RMNZ)            | Gold                                                                   | 15.000    |
| Vereinigte Staaten (RIAA)    | Platin                                                                 | 1.644.000 |
| Vereinigtes Königreich (BPI) | Silber                                                                 | 200.000   |
| Insgesamt                    | 1× Silber · 1× Gold · 2× Platin ·                                      | 1.879.000 |

### Because of You
| Land/Region                  | Auszeichnungen für Musikverkäufe (Land/Region, Auszeichnung, Verkäufe) | Verkäufe  |
| ---------------------------- | ---------------------------------------------------------------------- | --------- |
| Australien (ARIA)            | Gold                                                                   | 35.000    |
| Brasilien (PMB)              | Platin                                                                 | 60.000    |
| Dänemark (IFPI)              | Platin                                                                 | 90.000    |
| Deutschland (BVMI)           | Gold                                                                   | 150.000   |
| Kanada (MC)                  | Gold                                                                   | 20.000    |
| Neuseeland (RMNZ)            | 2× Platin                                                              | 60.000    |
| Norwegen (IFPI)              | 2× Platin                                                              | 20.000    |
| Südkorea (KMCA)              | —                                                                      | 1.002.302 |
| Vereinigte Staaten (RIAA)    | Platin (Single) · + Gold (Mastertone)                                  | 2.079.000 |
| Vereinigtes Königreich (BPI) | 2× Platin                                                              | 1.200.000 |
| Insgesamt                    | 4× Gold · 9× Platin ·                                                  | 4.716.302 |

### Walk Away
| Land/Region               | Auszeichnungen für Musikverkäufe (Land/Region, Auszeichnung, Verkäufe) | Verkäufe  |
| ------------------------- | ---------------------------------------------------------------------- | --------- |
| Kanada (MC)               | Gold                                                                   | 10.000    |
| Vereinigte Staaten (RIAA) | Gold                                                                   | 1.306.000 |
| Insgesamt                 | 2× Gold ·                                                              | 1.316.000 |

### Never Again
| Land/Region               | Auszeichnungen für Musikverkäufe (Land/Region, Auszeichnung, Verkäufe) | Verkäufe  |
| ------------------------- | ---------------------------------------------------------------------- | --------- |
| Australien (ARIA)         | Gold                                                                   | 35.000    |
| Kanada (MC)               | Gold                                                                   | 20.000    |
| Vereinigte Staaten (RIAA) | Gold                                                                   | 1.211.000 |
| Insgesamt                 | 3× Gold ·                                                              | 1.266.000 |

### Because of You(mitReba McEntire)
| Land/Region               | Auszeichnungen für Musikverkäufe (Land/Region, Auszeichnung, Verkäufe) | Verkäufe  |
| ------------------------- | ---------------------------------------------------------------------- | --------- |
| Vereinigte Staaten (RIAA) | Platin                                                                 | 1.000.000 |
| Insgesamt                 | 1× Platin ·                                                            | 1.000.000 |

### My Life Would Suck without You
| Land/Region                  | Auszeichnungen für Musikverkäufe (Land/Region, Auszeichnung, Verkäufe) | Verkäufe  |
| ---------------------------- | ---------------------------------------------------------------------- | --------- |
| Australien (ARIA)            | Platin                                                                 | 70.000    |
| Deutschland (BVMI)           | Gold                                                                   | 150.000   |
| Japan (RIAJ)                 | Gold                                                                   | 100.000   |
| Kanada (MC)                  | 2× Platin                                                              | 80.000    |
| Neuseeland (RMNZ)            | Gold                                                                   | 7.500     |
| Südkorea (KMCA)              | —                                                                      | 104.324   |
| Vereinigte Staaten (RIAA)    | —                                                                      | 2.855.000 |
| Vereinigtes Königreich (BPI) | Platin                                                                 | 604.000   |
| Insgesamt                    | 3× Gold · 4× Platin ·                                                  | 3.970.824 |

### I Do Not Hook Up
| Land/Region               | Auszeichnungen für Musikverkäufe (Land/Region, Auszeichnung, Verkäufe) | Verkäufe |
| ------------------------- | ---------------------------------------------------------------------- | -------- |
| Australien (ARIA)         | Gold                                                                   | 35.000   |
| Kanada (MC)               | Gold                                                                   | 20.000   |
| Vereinigte Staaten (RIAA) | —                                                                      | 823.000  |
| Insgesamt                 | 2× Gold ·                                                              | 878.000  |

### Already Gone
| Land/Region               | Auszeichnungen für Musikverkäufe (Land/Region, Auszeichnung, Verkäufe) | Verkäufe  |
| ------------------------- | ---------------------------------------------------------------------- | --------- |
| Australien (ARIA)         | Gold                                                                   | 35.000    |
| Kanada (MC)               | Gold                                                                   | 20.000    |
| Vereinigte Staaten (RIAA) | —                                                                      | 2.009.000 |
| Insgesamt                 | 2× Gold ·                                                              | 2.064.000 |

### Don’t You Wanna Stay
| Land/Region               | Auszeichnungen für Musikverkäufe (Land/Region, Auszeichnung, Verkäufe) | Verkäufe  |
| ------------------------- | ---------------------------------------------------------------------- | --------- |
| Vereinigte Staaten (RIAA) | 2× Platin                                                              | 2.712.000 |
| Insgesamt                 | 2× Platin ·                                                            | 2.712.000 |

### Mr. Know It All
| Land/Region                  | Auszeichnungen für Musikverkäufe (Land/Region, Auszeichnung, Verkäufe) | Verkäufe  |
| ---------------------------- | ---------------------------------------------------------------------- | --------- |
| Australien (ARIA)            | 3× Platin                                                              | 210.000   |
| Kanada (MC)                  | Platin                                                                 | 80.000    |
| Neuseeland (RMNZ)            | Platin                                                                 | 15.000    |
| Vereinigte Staaten (RIAA)    | —                                                                      | 1.919.000 |
| Vereinigtes Königreich (BPI) | Gold                                                                   | 400.000   |
| Insgesamt                    | 1× Gold · 5× Platin ·                                                  | 2.624.000 |

### Stronger (What Doesn’t Kill You)
| Land/Region                  | Auszeichnungen für Musikverkäufe (Land/Region, Auszeichnung, Verkäufe) | Verkäufe  |
| ---------------------------- | ---------------------------------------------------------------------- | --------- |
| Australien (ARIA)            | 3× Platin                                                              | 210.000   |
| Dänemark (IFPI)              | Gold                                                                   | 15.000    |
| Finnland (IFPI)              | —                                                                      | 4.347     |
| Kanada (MC)                  | Platin                                                                 | 80.000    |
| Mexiko (AMPROFON)            | Gold                                                                   | 30.000    |
| Neuseeland (RMNZ)            | 3× Platin                                                              | 90.000    |
| Norwegen (IFPI)              | Gold                                                                   | 5.000     |
| Österreich (IFPI)            | Gold                                                                   | 15.000    |
| Schweden (IFPI)              | Platin                                                                 | 40.000    |
| Spanien (Promusicae)         | Gold                                                                   | 30.000    |
| Vereinigte Staaten (RIAA)    | 7× Platin                                                              | 7.000.000 |
| Vereinigtes Königreich (BPI) | 2× Platin                                                              | 1.200.000 |
| Insgesamt                    | 5× Gold · 17× Platin ·                                                 | 8.719.347 |

### Dark Side
| Land/Region               | Auszeichnungen für Musikverkäufe (Land/Region, Auszeichnung, Verkäufe) | Verkäufe |
| ------------------------- | ---------------------------------------------------------------------- | -------- |
| Vereinigte Staaten (RIAA) | —                                                                      | 882.000  |
| Insgesamt                 | —                                                                      | 882.000  |

### Catch My Breath
| Land/Region               | Auszeichnungen für Musikverkäufe (Land/Region, Auszeichnung, Verkäufe) | Verkäufe  |
| ------------------------- | ---------------------------------------------------------------------- | --------- |
| Vereinigte Staaten (RIAA) | —                                                                      | 1.834.000 |
| Insgesamt                 | —                                                                      | 1.834.000 |

### People Like Us
| Land/Region               | Auszeichnungen für Musikverkäufe (Land/Region, Auszeichnung, Verkäufe) | Verkäufe |
| ------------------------- | ---------------------------------------------------------------------- | -------- |
| Vereinigte Staaten (RIAA) | —                                                                      | 526.000  |
| Insgesamt                 | —                                                                      | 526.000  |

### Underneath The Tree
| Land/Region                  | Auszeichnungen für Musikverkäufe (Land/Region, Auszeichnung, Verkäufe) | Verkäufe  |
| ---------------------------- | ---------------------------------------------------------------------- | --------- |
| Australien (ARIA)            | 2× Platin                                                              | 140.000   |
| Dänemark (IFPI)              | 2× Platin                                                              | 180.000   |
| Deutschland (BVMI)           | Platin                                                                 | 300.000   |
| Griechenland (IFPI)          | Gold                                                                   | 10.000    |
| Italien (FIMI)               | Gold                                                                   | 50.000    |
| Neuseeland (RMNZ)            | Platin                                                                 | 30.000    |
| Norwegen (IFPI)              | Gold                                                                   | 30.000    |
| Portugal (AFP)               | Gold                                                                   | 5.000     |
| Spanien (Promusicae)         | Gold                                                                   | 30.000    |
| Vereinigtes Königreich (BPI) | 3× Platin                                                              | 1.800.000 |
| Insgesamt                    | 5× Gold · 9× Platin ·                                                  | 2.575.000 |

### Heartbeat Song
| Land/Region                  | Auszeichnungen für Musikverkäufe (Land/Region, Auszeichnung, Verkäufe) | Verkäufe  |
| ---------------------------- | ---------------------------------------------------------------------- | --------- |
| Australien (ARIA)            | Gold                                                                   | 35.000    |
| Deutschland (BVMI)           | Gold                                                                   | 200.000   |
| Neuseeland (RMNZ)            | Platin                                                                 | 30.000    |
| Norwegen (IFPI)              | Gold                                                                   | 20.000    |
| Schweden (IFPI)              | Platin                                                                 | 40.000    |
| Vereinigte Staaten (RIAA)    | Platin                                                                 | 1.000.000 |
| Vereinigtes Königreich (BPI) | Platin                                                                 | 600.000   |
| Insgesamt                    | 3× Gold · 4× Platin ·                                                  | 1.925.000 |

### Piece by Piece
| Land/Region                  | Auszeichnungen für Musikverkäufe (Land/Region, Auszeichnung, Verkäufe) | Verkäufe  |
| ---------------------------- | ---------------------------------------------------------------------- | --------- |
| Neuseeland (RMNZ)            | Platin                                                                 | 30.000    |
| Vereinigte Staaten (RIAA)    | —                                                                      | 813.000   |
| Vereinigtes Königreich (BPI) | Silber                                                                 | 200.000   |
| Insgesamt                    | 1× Silber · 1× Platin ·                                                | 1.043.000 |

### Love So Soft
| Land/Region               | Auszeichnungen für Musikverkäufe (Land/Region, Auszeichnung, Verkäufe) | Verkäufe  |
| ------------------------- | ---------------------------------------------------------------------- | --------- |
| Kanada (MC)               | Gold                                                                   | 40.000    |
| Vereinigte Staaten (RIAA) | Platin                                                                 | 1.000.000 |
| Insgesamt                 | 1× Gold · 1× Platin ·                                                  | 1.040.000 |

### Santa, Can’t You Hear Me
| Land/Region                  | Auszeichnungen für Musikverkäufe (Land/Region, Auszeichnung, Verkäufe) | Verkäufe |
| ---------------------------- | ---------------------------------------------------------------------- | -------- |
| Vereinigtes Königreich (BPI) | Silber                                                                 | 200.000  |
| Insgesamt                    | 1× Silber ·                                                            | 200.000  |

### Second Hand Heart
| Land/Region                  | Auszeichnungen für Musikverkäufe (Land/Region, Auszeichnung, Verkäufe) | Verkäufe |
| ---------------------------- | ---------------------------------------------------------------------- | -------- |
| Vereinigtes Königreich (BPI) | Silber                                                                 | 200.000  |
| Insgesamt                    | 1× Silber ·                                                            | 200.000  |

### Broken & Beautiful
| Land/Region               | Auszeichnungen für Musikverkäufe (Land/Region, Auszeichnung, Verkäufe) | Verkäufe |
| ------------------------- | ---------------------------------------------------------------------- | -------- |
| Vereinigte Staaten (RIAA) | Gold                                                                   | 500.000  |
| Insgesamt                 | 1× Gold ·                                                              | 500.000  |

## Auszeichnungen nach Liedern

### Keeping Score
| Land/Region | Auszeichnungen für Musikverkäufe (Land/Region, Auszeichnung, Verkäufe) | Verkäufe |
| ----------- | ---------------------------------------------------------------------- | -------- |
| Kanada (MC) | Platin                                                                 | 80.000   |
| Insgesamt   | 1× Platin ·                                                            | 80.000   |

## Auszeichnungen nach Musikstreamings

### Stronger (What Doesn’t Kill You)
| Land/Region     | Auszeichnungen für Musikverkäufe (Land/Region, Auszeichnung, Verkäufe) | Verkäufe |
| --------------- | ---------------------------------------------------------------------- | -------- |
| Dänemark (IFPI) | Platin                                                                 | 900.000  |
| Insgesamt       | 1× Platin ·                                                            | 900.000  |

## Auszeichnungen nach Videoalben

### Miss Independent
| Land/Region               | Auszeichnungen für Musikverkäufe (Land/Region, Auszeichnung, Verkäufe) | Verkäufe |
| ------------------------- | ---------------------------------------------------------------------- | -------- |
| Vereinigte Staaten (RIAA) | Gold                                                                   | 50.000   |
| Insgesamt                 | 1× Gold ·                                                              | 50.000   |

## Statistik und Quellen
| Land/RegionAuszeichnungen für Musikverkäufe (Land/Region, Auszeichnungen, Verkäufe, Quellen) | Silber     | Gold       | Platin         | Verkäufe    | Quellen                           |
| -------------------------------------------------------------------------------------------- | ---------- | ---------- | -------------- | ----------- | --------------------------------- |
| Australien (ARIA)                                                                            | —          | 11× Gold11 | 20× Platin20   | 1.785.000   | aria.com.au                       |
| Belgien (BRMA)                                                                               | —          | —          | Platin1        | 50.000      | ultratop.be                       |
| Brasilien (PMB)                                                                              | —          | Gold1      | Platin1        | 110.000     | pro-musicabr.org.br               |
| Dänemark (IFPI)                                                                              | —          | 3× Gold3   | 7× Platin7     | 400.000     | ifpi.dk                           |
| Deutschland (BVMI)                                                                           | —          | 4× Gold4   | 3× Platin3     | 1.350.000   | musikindustrie.de                 |
| Europa (IFPI)                                                                                | —          | —          | 2× Platin2     | (2.000.000) | ifpi.org                          |
| Finnland (IFPI)                                                                              | —          | —          | —              | 14.656      | Einzelnachweise                   |
| Frankreich (SNEP)                                                                            | Silber1    | —          | —              | 75.000      | infodisc.fr                       |
| Golf-Kooperationsrat (IFPI)                                                                  | —          | Gold1      | —              | 3.000       | ifpi.org                          |
| Griechenland (IFPI)                                                                          | —          | Gold1      | —              | 10.000      | Einzelnachweise                   |
| Indonesien (ASIRI)                                                                           | —          | —          | Platin1        | 50.000      | Einzelnachweise                   |
| Irland (IRMA)                                                                                | —          | 2× Gold2   | 7× Platin7     | 120.000     | irishcharts.ie                    |
| Italien (FIMI)                                                                               | —          | Gold1      | —              | 50.000      | fimi.it                           |
| Japan (RIAJ)                                                                                 | —          | 2× Gold2   | —              | 200.000     | riaj.or.jp JP2                    |
| Kanada (MC)                                                                                  | —          | 7× Gold7   | 19× Platin19   | 1.460.000   | musiccanada.com                   |
| Malaysia (RIM)                                                                               | —          | Gold1      | —              | 7.500       | Einzelnachweise                   |
| Mexiko (AMPROFON)                                                                            | —          | 2× Gold2   | —              | 80.000      | amprofon.com.mx                   |
| Neuseeland (RMNZ)                                                                            | —          | 4× Gold4   | 19× Platin19   | 502.500     | aotearoamusiccharts.co.nz NZ2 NZ3 |
| Niederlande (NVPI)                                                                           | —          | Gold1      | —              | 35.000      | nvpi.nl                           |
| Norwegen (IFPI)                                                                              | —          | 7× Gold7   | 4× Platin4     | 200.000     | ifpi.no                           |
| Österreich (IFPI)                                                                            | —          | 2× Gold2   | —              | 30.000      | ifpi.at                           |
| Portugal (AFP)                                                                               | —          | 2× Gold2   | —              | 15.000      | Einzelnachweise                   |
| Schweden (IFPI)                                                                              | —          | —          | 3× Platin3     | 140.000     | sverigetopplistan.se              |
| Schweiz (IFPI)                                                                               | —          | —          | Platin1        | 30.000      | hitparade.ch                      |
| Singapur (RIAS)                                                                              | —          | —          | Platin1        | 15.000      | Einzelnachweise                   |
| Spanien (Promusicae)                                                                         | —          | 2× Gold2   | —              | 60.000      | elportaldemusica.es               |
| Südafrika (RISA)                                                                             | —          | —          | 2× Platin2     | 80.000      | Einzelnachweise                   |
| Südkorea (KMCA)                                                                              | —          | —          | —              | 1.245.341   | Einzelnachweise                   |
| Ungarn (MAHASZ)                                                                              | —          | Gold1      | —              | 5.000       | slagerlistak.hu                   |
| Vereinigte Staaten (RIAA)                                                                    | —          | 11× Gold11 | 27× Platin27   | 53.570.000  | riaa.com                          |
| Vereinigtes Königreich (BPI)                                                                 | 5× Silber5 | 6× Gold6   | 17× Platin17   | 10.210.000  | bpi.co.uk                         |
| Insgesamt                                                                                    | 6× Silber6 | 72× Gold72 | 135× Platin135 |             |                                   |